# Fort Elden
Fort Elden was een onderdeel van de IJssellinie en vernoemd naar het naburige dorp Elden. Halverwege de 19e eeuw werden de eerste plannen opgesteld voor een fort dat bij een onverhoopte aanval uit het oosten steun zou kunnen geven aan terugtrekkende troepen die de schipbruggen over Rijn en IJssel nabij Arnhem zouden moeten vernietigen om zodoende de opmars van de vijand te vertragen. 
Met de daadwerkelijke bouw van zo'n fort, bestaande uit "een aarden redouten en een face van 50 tot 60 ellen hoog richting de stad Arnhem" werd begonnen in 1866. Om de redouten was een 30 ellen brede gracht gelegen. Met het fort werd een gebied bestreken waarin zich naast de Arnhemse schipbruggen ook het Malburgse veer bevond. Het had bovendien tactische betekenis voor de er dicht langslopende doorgaande weg van Nijmegen/Tiel naar Arnhem.
Het Fort Elden werd in 1869 geclassificeerd als eerste klas fort, maar behield deze status slechts enkele jaren. Na het vaststellen van de Vestingwet (1874) werd het vestingwerk van haar functie ontheven. Er werd vergeefs naar een koper gezocht en ten slotte viel in 1918 het besluit het fort te slopen. Al wat overbleef was de hoefijzervormige verdedigingsgracht, die tot op de huidige dag nog is terug te vinden in de onmiddellijke omgeving van het stadion GelreDome.